# Kredlův mlýn
Kredlův mlýn v Nových Dvorech u Dolních Hořic v okrese Tábor je vodní mlýn, který stojí na potoce Bělá asi 2 km západně od obce Nové Dvory u rybníka Na Kredlích. Je chráněn jako nemovitá kulturní památka České republiky.

## Historie
Mlýn je zaznamenán v roce 1719 v Historii svobodství v Kozmicích u Chýnova. Roku 1888 byl dražen spolu s pozemky v Bezděčíně v odhadní ceně 5459 zlatých.
Jeho provoz byl ukončen kolem poloviny 20. století, technologické zařízení datované od konce 19. století do období kolem 1. světové války se přestalo používat.

## Popis
K jižní straně hlavní budovy s mlýnicí, obytnou částí a přístavkem elektrárny přiléhá dvůr, který je z východní strany uzavřen stodolou. V jižní části dvora je malé hospodářské stavení a venkovní kamenný sklípek. Součástí mlýna je rybník s hrází, stavidlem výpusti rybníka, stavidlem náhonu a samotným náhonem. V mlýnici a v přístavku elektrárny je instalované původní technologické zařízení.
K roku 1894 byla voda na vodní kolo vedena z rybníka dřevěnou troubou zasazenou v hrázi, širokou 0,26 metru a vysokou 0,27 metru. Mlýn měl jedno složení a dvě stoupy na tlučení krup; tyto stroje byly poháněny jedním vodním kolem na vrchní vodu, které mělo v průměru 3,9 metru a šířku 0,67 metru; mlýnský kámen měl v průměru 0,8 metru. Žlab, kterým se přiváděla voda na vodní kolo byl 11 metrů dlouhý, 45 cm široký a 27 cm vysoký.
V roce 1931 se voda z rybníka přiváděla do mlýnského žlabu betonovou rourou o světlosti 30 cm; takzvaná „velká voda“ byla z rybníka odváděna jalovým stavidlem o 4 polích. Žlab, kterým byla přiváděna voda na vodní kolo byl 11 metrů dlouhý, 45 cm široký a 27 cm vysoký. Jediné vodní kolo mělo průměr 3,95 metru, šířku mezi věnci 77 cm a hloubku korečků 26 cm; počet otáček při plném zatížení byl 7,5 ot/min.
V roce 1941 byla instalována Francisova turbína od výrobce Praga - Reiffenstein o spádu 5,3 metru a výkonu 4 kW.